# Звёздчатый октаэдр
Звёздчатый октаэдр, или stella octangula, — единственная звёздчатая форма октаэдра. Латинским именем stella octangula многогранник назвал Кеплер в 1609, хотя он был известен более ранним геометрам. Так, он изображён в труде Пачоли De Divina Proportione, 1509.
Многогранник является простейшим из пяти правильных соединений многогранников.
Звёздчатый октаэдр можно рассматривать как трёхмерное обобщение гексаграммы — гексаграмма является двумерной фигурой, образованной двумя наложенными друг на друга правильными треугольниками, центрально симметричными друг другу, и точно таким же образом звёздчатый октаэдр может быть образован из двух центрально симметричных пересекающихся тетраэдров. Его же можно рассматривать как одну из стадий построения 3D-снежинки Коха, фрактальной фигуры, получаемой повторяющимся присоединением меньших тетраэдров к каждой треугольной поверхности большей фигуры. Начальной стадией построения снежинки Коха является один центральный тетраэдр, а второй стадией, полученной добавлением четырёх меньших тетраэдров к граням центрального тетраэдра, и будет звёздчатый октаэдр.

## Построение
Звёздчатый октаэдр можно получить несколькими путями:
- Это образование звёздчатой формы правильного октаэдра, сохраняющее его плоскости граней. Грани звезды очень простые:  (См. модель Веннинджера W19).
- Он является правильным соединением многогранников, если строить как объединение двух тетраэдров (тетраэдр и двойственный ему тетраэдр).
- Его можно получить дополнением правильного октаэдра треугольными пирамидами к каждой грани. В этом построении многогранник имеет ту же топологию, что и выпуклое каталаново тело триакисоктаэдр, имеющее куда более короткие пирамиды.
- Это огранка куба с сохранением вершин.

## Связанные концепции

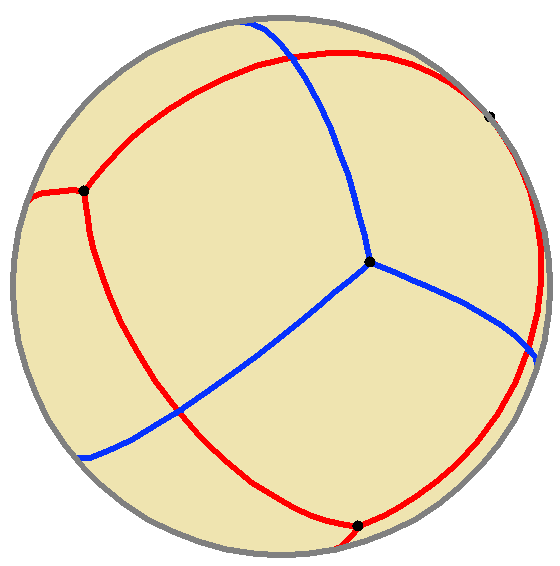
У представленного в виде сферической мозаики звёздчатого октаэдра рёбра в соединении двух тетраэдров образуют ромбододекаэдр

Можно построить соединение двух сферических тетраэдров, как показано на рисунке.
Два тетраэдра в соединении звёздчатого октаэдра являются «десмичными», что означает (если рассматривать их как прямые в проективном пространстве), что каждое ребро одного тетраэдра пересекает противоположное ребро другого тетраэдра. Одно из таких пересечений видно в звёздчатом октаэдре. Другое пересечение оказывается в бесконечной точке проективной плоскости между двумя параллельными рёбрами двух тетраэдров. Эти два тетраэдра могут быть дополнены до десмичной системы трёх тетраэдров, где третий тетраэдр имеет в качестве чётырёх вершин три точки пересечения на бесконечности и центроид двух конечных тетраэдров. Те же самые двенадцать вершин тетраэдров образуют точки конфигурации Рейе.

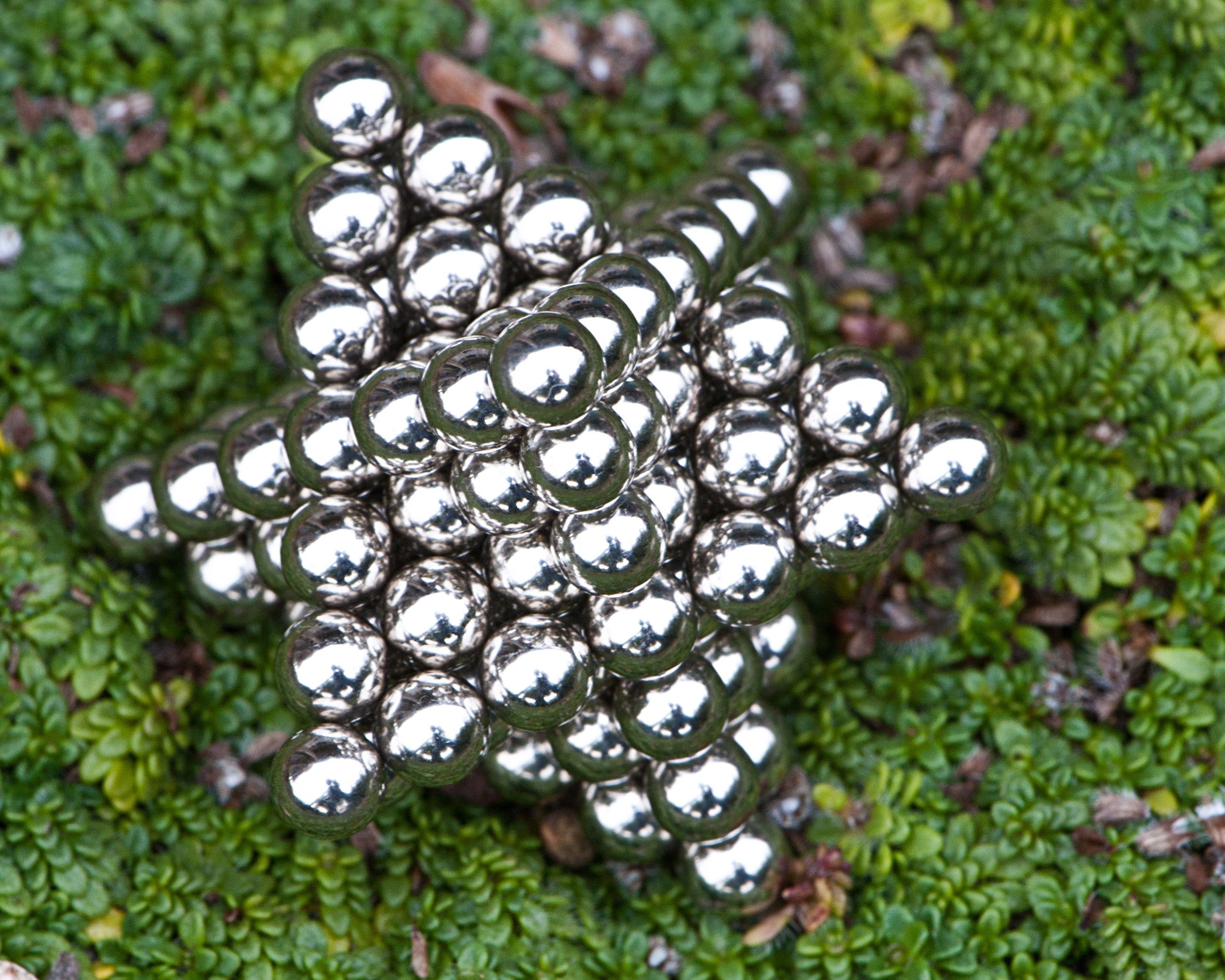
124 магнитных шара, расположенные в форме звёздчатого октаэдра

Числа звёздчатого октаэдра — фигурные числа, подсчитывающие число шаров, которые можно расположить внутри звёздчатого октаэдра. Эти числа равны
0, 1, 14, 51, 124, 245, 426, 679, 1016, 1449, 1990, … (последовательность A007588 в OEIS)

## В популярной культуре
Звёздчатый октаэдр представлен наряду с некоторыми другими многогранниками и соединениями многогранников на картинах Эшера «Звёзды»  и «Двойной астероид» (1949).

## Галерея

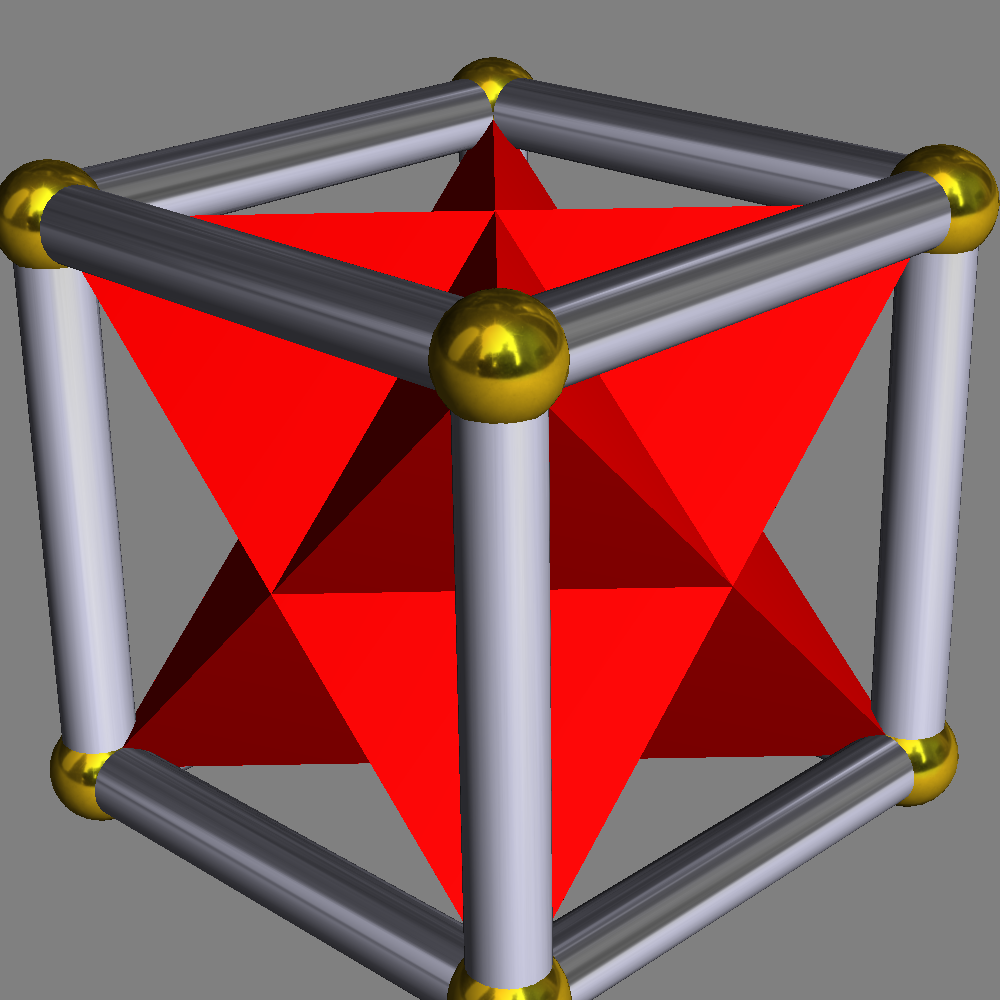
Это полная симметрическая огранка куба